# سیستم مدیریتی ای‌سایت
سیستم مدیریتی eSite سیستم مدیریتی قدرت هایبرید است که می‌تواند به عنوان واحدی مستقل با استفاده از ژنراتور پشتیبان گیری یا مدل‌های ترکیبی شبکه و منابع انرژی تجدیدپذیر مانند انرژی خورشیدی و باد، به منظور تأمین انرژی سایت‌های ایستگاه مخابراتی واقع در نواحی دارای منابع الکتریسیته ناپایا یا غیرقابل دسترس کار کند. این سیستم مدیریتی توسط شرکت سوئدی FLEXENCLOSURE، توسعه دهنده سیستم قدرت هایبرید و مراکز داده‌های پیش ساخته، ساخته شد، تأمین انرژی سایت‌های ایستگاه پایه با استفاده از eSite، موجب کاهش مصرف سوخت دیزل و انتشار کربن مربوطه تا ۹۰٪ می‌شود. سیستم eSite در سال ۲۰۱۲ توسط Sustainia به عنوان یکی از ۱۰۰ مبتکرانه‌ترین راه حل‌های حامی پایداری زیست محیطی معرفی شد و در همان سال برنده جوایز موبایل جهان معروف به GSMA نیز شد.

## تاریخچه
سیستم‌های مدیریت قدرت eSite در شرکت تحقیق، توسعه، و تأسیسات تولید FLEXENCLOSURE وارا واقع در جنوب سوئد به مرحله تولید رسیدند. eSiteهای شخصی توسط سیتم نرم‌افزاری Dirflex، با مدیریت تولید، ذخیره‌سازی، و توزیع انرژی کنترل می‌شوند. شبکه‌های eSite توسط eManager، و سرور ایجاد کننده رابطه بین مدیریت از راه دور و بهینه‌سازی مصرف انرژی کنترل می‌شوند.

## جوایز
در سال ۲۰۱۲، eSite در مراسم افتتاحیه Sustania ۱۰۰ در سکوی ابتکارات Sustania، در رویدادهای Rio+20 ملل متحد، جایزه یکی از ۱۰۰ مبتکرانه‌ترین راه حل‌های ابزاری جهان در راستای ایجاد جوامع پایدار را کسب نمود.
سایر جوایز:
- سال ۲۰۱۲، برنده جایزه موبایل جهانی معروف به GSMA – جایزه موبایل سبز
- سال ۲۰۱۱، برنده جوایز سبز بین‌المللی – بهترین فناوری سبز
- سال ۲۰۱۱، برنده جایزه موبایل جهانی معروف به GSMA – بهترین کاربرد موبایل در توسعه اقتصادی – اجتماعی
- سال ۲۰۱۰، برنده جوایز AfricaCom – جایزه ارتباطات سبز
- سال ۲۰۰۸، برنده جایزه موبایل جهانی معروف به GSMA – جایزه مبتکرانه‌ترین زیرساخت‌های حامل